# ハーロー・カーティス

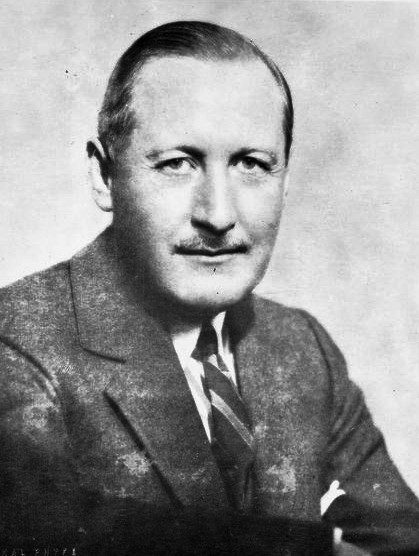
ハーロー・カーティス

ハーロー・ハーバート・カーティス（Harlow Herbert Curtice、1893年8月15日 - 1962年11月3日）は、アメリカ合衆国の実業家である。1953年から1958年までゼネラル・モーターズ(GM)の最高責任者を務めた。
20歳でゼネラルモーターズに入社し、ACスパークプラグ部門を経て36歳で同部門の責任者となり、大恐慌の中で同部門を黒字化させた。GMのビュイック部門の責任者に抜擢され、1930年代にビュイックのラインを拡大し、黒字化を達成した。1948年にGMの副社長に就任し、1953年にはGMの社長に就任した。カーティスの下で、GMは莫大な利益を上げ、1年間で10億ドルの利益を上げた最初の企業となった。1955年には『タイム (雑誌)』誌の「マン・オブ・ザ・イヤー」に選ばれた。

## 若年期
カーティスは1893年8月15日にミシガン州ペトリヴィルで生まれた。父はマリオン・カーティス、母はメアリー・エレン・エックハートだった。ミシガン州イートン・ラピッズで育ち、イートン・ラピッズ高校に通った。学校が休みの間は、代理商である父親の帳簿をつけたり、毛織物工場で働いたりしていた。1914年にフェリス・ビジネス・カレッジを卒業した。

## キャリア
1914年に20歳でゼネラルモーターズに入社し、ミシガン州フリントに移った。最初の仕事はACスパークプラグ部門の簿記係だった。入社当時、会社の経理責任者との面接で、1年以内に自分が会計責任者になることを目標にしていると話した。そして、21歳の若さでACスパークプラグ部門の経理責任者に就任した。カーティスは、帳簿だけではなく、工場を見て回り、その数字が人や設備にとってどのような意味を持っているのかを調べた。
一時陸軍に所属していた時期もあったが、ACスパークプラグ部門に戻り、1923年には副部門長、1929年には部門長に就任した。他の部門が大恐慌で苦戦する中、カーティスのACスパークプラグ部門は拡大していった。
GMのビュイック部門は、大恐慌で大変苦戦していた。カーティスによると、生産量は1926年の17%にとどまっていた。カーティスはビュイックの責任者に就任すると、すぐに組織を刷新し、「マスターシックス」「スタンダードシックス」という新車を販売した。また、ビュイック専用のディーラー網を構築した。カーティスは、ビュイックを第4位のベストセラーカーラインに育て上げた。
第二次世界大戦中、ビュイック部門は航空機のエンジンを効率よく生産していたため、陸軍はカーティスを将軍にすることを検討したが、彼はそれを拒否した。1946年、GM社長のチャールズ・アーウィン・ウィルソンから自身の右腕となる副社長の地位を提示されたが、カーティスは「再びラインからビュイックが流れ出すのを見てからにしたい」と言って辞退した。1948年、ウィルソンはカーティスに再び副社長の座を提示し、彼はそれを受け入れた。
カーティスは副社長として、それまでのどの副社長よりも大きな権限を持っていた。彼は全てのスタッフの問題を担当していた。1953年、ドワイト・アイゼンハワー大統領がウィルソンを国防長官に任命したため、ウィルソンは退任した。GMの取締役会は、ウィルソンの後任としてカーティスを指名した。

## GM社長
カーティスは、GMの伝統である部門長の実質的な独立性を保っていた。しかし、1953年、GMのアリソン部門（航空機用モーター）が低迷していたため、カーティスは個人的に同部門の運営に携わり、プラット・アンド・ホイットニー社との競争力を高めるために、新しいエンジンの大規模な投資のための資金を調達した。1955年には、イースタン航空のエディー・リッケンバッカーがこの新しいエンジンを大量に注文した。社長に就任してからの2年間、カーティスは2度の外国出張を経験し、そのたびに数百万ドルもの決済をその場で決断を下した。
カーティスがGMに就任した当初は、景気後退が懸念されていた。1954年2月、景気の低迷が続く中で、カーティスは来るべき好景気を見越して、10億ドル（現在の貨幣価値で約120億ドル）を投じて工場や設備を拡張することを発表した。これにより、他の企業の設備投資が活発化し、経済の回復を後押しした。フォードもまた10億ドルの投資を発表し、それに続いてクライスラーも5億ドルの計画を発表した。一方カーティスは、追加の2億ドルの計画を発表した。カーティスは、景気が回復することを見越して、それに備えていたのである。1955年、GMは500万台の自動車を販売し、1年で10億ドルを稼いだ初めての企業となった。
1955年、カーティスは『タイム』誌の「マン・オブ・ザ・イヤー」に選ばれた。その理由は、「必要とされる仕事の中で、アメリカのビジネス界のリーダーとしての責任を引き受けた」というものだった。カーティスは「ゼネラルモーターズは常にリードしなければならない」と言っていた。社長在任中、ミシガン州フリントの自宅に帰るのは週末だけで、平日はGM本社に残っていたという。
1956年には、さらに10億ドルを設備投資に充てる計画を発表したが、これは一つの企業が1年間に投資した金額としては最大のものだった。カーティス個人の収入は、ピーク時には年間80万ドル（現在の貨幣価値で900万ドル以上）に達していた。
1971年には自動車殿堂の殿堂入りを果たした。

## 晩年
1958年8月31日、カーティスは65歳で社長を引退した。その後もGMの取締役として活動した。
1959年、カナダで鴨狩りをしているときに、GMの元副社長ハリー・W・アンダーソンを誤射し、アンダーソンは死亡した。
カーティスは生涯フリントに居住していた。1962年、フリントの自宅で心臓発作と思われる症状により69歳で亡くなった。遺体はフリントのグレンウッド墓地に埋葬された。